# Mykoła Masłow
Mykoła (Mikołaj) Masłow, ukr. Микола Васильович Маслов (ur. 4 maja 1880 w Połtawie albo Łubniach, zm. w 1942) – ukraiński działacz społeczny i polityk, prawnik, senator w II RP. Współpracownik wojewody wołyńskiego Henryka Józewskiego, ofiara zbrodni katyńskiej.

## Życiorys
Syn Wasyla. Ukończył studia na Wydziale Prawa uniwersytetu w Petersburgu. W czasie studiów należał do ukraińskiej organizacji akademickiej zabiegającej o autonomię Ukrainy w ramach posiadającego konstytucyjny ustrój państwa rosyjskiego. Po ukończeniu studiów został adwokatem i członkiem Towarzystwa Prawniczego w Petersburgu.
W czasie I wojny światowej był nauczycielem w Kijowie i Żytomierzu. Po rewolucji lutowej i obaleniu caratu w 1917 został dyrektorem kancelarii Małej Rady, a w 1919 – dyrektorem departamentu w rządzie Ukraińskiej Republiki Ludowej. Po wojnie polsko-bolszewickiej zamieszkał w Łucku, gdzie do 1930 roku pracował jako naczelnik Wydziału Urządzeń Rolniczych w Okręgowym Urzędzie Ziemskim.
Do 1930 roku był wiceprezesem, a potem prezesem klubu Ridna Chata w Łucku, zrezygnował z tej funkcji w 1936 roku po objęciu stanowiska prezesa Towarzystwa Oświatowego im. Łesi Ukrainki. Był współzałożycielem i później członkiem zarządu „Towarzystwa Zwolenników Oświaty Prawosławnej i Ochrony Tradycji oraz Wiary Prawosławnej im. Metropolity Piotra Mohyły” (którego zjazd inauguracyjny odbył się 19 listopada 1931 roku). Był też w listopadzie 1931 roku współzałożycielem i prezesem Wołyńskiego Ukraińskiego Towarzystwa Teatralnego, członkiem prezydium (w 1933 roku – komisji rewizyjnej) Towarzystwa Budowy Szkół na Wołyniu.
Od 2 czerwca 1931 roku zarządzeniem Ministra Wyznań Religijnych i Oświecenia Publicznego został mianowany zarządcą majątku Prawosławnego Bractwa Podniesienia Krzyża w Łucku.
Był współzałożycielem Wołyńskiego Zjednoczenia Ukraińskiego (WUO): 22 czerwca 1931 roku podpisał u notariusza statut partii oraz został członkiem jej zarządu głównego, od 1935 roku był prezesem jej Komisji Rewizyjnej, a od grudnia tego roku – przewodniczącym sekcji bibliotekarskiej.
W 1930 roku został senatorem III kadencji (1930–1935) z Listy nr 1 (BBWR) z województwa wołyńskiego. W 1935 roku został ponownie (w IV kadencji) senatorem z tego samego województwa. W 1938 roku, w V kadencji, został zastępcą senatora z województwa wołyńskiego.
Pracował w klubie poselskim BBWR. W IV kadencji był wiceprezesem URPW.
W III kadencji działał w komisjach: konstytucyjnej (zastępca członka), oświaty i kultury (zastępca członka), natomiast w IV kadencji w komisjach: prawniczej (sekretarz) i regulaminowej (1937–1938).
Należał do zwolenników polityki narodowościowej wojewody wołyńskiego Henryka Józewskiego, zabiegał o przeprowadzenie reformy rolnej, likwidację bezrobocia wśród ukraińskiej inteligencji, rozwiązanie spraw szkolnictwa ukraińskiego i unormowanie sytuacji prawnej cerkwi prawosławnej.
Po wybuchu II wojny światowej i agresji ZSRR na Polskę z 17 września 1939 został aresztowany przez NKWD w Łucku. Jego nazwisko znalazło się na tzw. Ukraińskiej Liście Katyńskiej opublikowanej w 1994 (został wymieniony na liście wywózkowej 43/2-99 oznaczony numerem 1877). Zmarł na zesłaniu w Kazachstanie.
Mykoła Masłow został upamiętniony na tablicy pamiątkowej odsłoniętej 3 lipca 1999 w gmachu Senatu RP ku czci senatorów II RP, którzy zginęli w czasie II wojny światowej i okresie powojennych represji.

## Życie prywatne
Był synem Wasyla i Elżbiety; ożenił się z Wierą – działaczką organizacji kobiecych powstałych pod patronatem WUO, m.in. Związku Ukraińskich Kobiet Pracy Obywatelskiej. Mieli syna Leonida (1909–1943), inż. architekta, autora publikacji nt. budownictwa cerkiewnego, rozstrzelanego przez Niemców w Równem.